# Høyersannáll
Høyersannáll también Henrik Høyer annaler es uno de los más antiguos anales islandeses (finales de siglo XIII, principios del XIV). Debe su nombre a Henrik Høyer, su primer propietario, un médico danés que murió en Bergen en 1615, contemporáneo de Arild Huitfeldt. Hasta la entrada del año 999, el contenido es idéntico a los Annales Vetustissimi. Solo se conserva una copia del documento original, catalogado como AM 22 fol. (c. 1600 - 1625). Høyersannáll destaca porque asocia la primera gran hambruna de 1057 con el advenimiento del periodo cristiano (Oaulld i kristni).